# Jean-Jacques Palau
Jean-Jacques Palau (ur. 1 sierpnia 1953, Nicea) – francuski brydżysta, World International Master w kategorii Open (WBF), European Master (EBL).

## Wyniki brydżowe

### Olimpiady
Na olimpiadach uzyskał następujące rezultaty:
| Olimpiady brydżowe. Zawody teamów | Olimpiady brydżowe. Zawody teamów | Olimpiady brydżowe. Zawody teamów | Olimpiady brydżowe. Zawody teamów | Olimpiady brydżowe. Zawody teamów | Olimpiady brydżowe. Zawody teamów |
| Rok                               | Miejsce                           | Zawody                            | Kategoria                         | Drużyna                           | Pozycja                           |
| --------------------------------- | --------------------------------- | --------------------------------- | --------------------------------- | --------------------------------- | --------------------------------- |
| 2004                              | Stambuł                           | 12. Olimpiada Teamów              | Open                              | France                            | 9                                 |
| 2000                              | Maastricht                        | 11 Olimpiada Brydżowa             | Open                              | France                            | 9                                 |

### Zawody światowe
W światowych zawodach zdobył następujące lokaty:
| Mistrzostwa Świata. Konkurencja teamów | Mistrzostwa Świata. Konkurencja teamów | Mistrzostwa Świata. Konkurencja teamów          | Mistrzostwa Świata. Konkurencja teamów | Mistrzostwa Świata. Konkurencja teamów | Mistrzostwa Świata. Konkurencja teamów |
| Rok                                    | Miejsce                                | Zawody                                          | Kategoria                              | Drużyna                                | Pozycja                                |
| -------------------------------------- | -------------------------------------- | ----------------------------------------------- | -------------------------------------- | -------------------------------------- | -------------------------------------- |
| 2012                                   | Lille                                  | 5. Otwarte Mistrzostwa Świata Teamów Mikstowych | Miksty                                 | Monafriends                            | 11                                     |
| 2006                                   | Werona                                 | 12. Mistrzostwa Świata                          | Open                                   | Tananbaum                              | 33                                     |
| 2002                                   | Montreal                               | 11. Mistrzostwa Świata                          | Open                                   | Multon                                 | 17                                     |
| 2001                                   | Paryż                                  | 35 Mistrzostwa Świata Teamów                    | Open                                   | France                                 | 6                                      |
| 2000                                   | Maastricht                             | 11. Olimpiada Brydżowa                          | Miksty                                 | Harasimowicz                           | 24                                     |
| 1998                                   | Lille                                  | 10. Mistrzostwa Świata                          | Open                                   | Kaplan                                 | 113                                    |
| 1982                                   | Biarritz                               | 6. Mistrzostwa Świata                           | Open                                   | Solari                                 | 45                                     |

| Mistrzostwa Świata. Konkurencja par | Mistrzostwa Świata. Konkurencja par | Mistrzostwa Świata. Konkurencja par | Mistrzostwa Świata. Konkurencja par | Mistrzostwa Świata. Konkurencja par | Mistrzostwa Świata. Konkurencja par |
| Rok                                 | Miejsce                             | Zawody                              | Kategoria                           | Partner                             | Pozycja                             |
| ----------------------------------- | ----------------------------------- | ----------------------------------- | ----------------------------------- | ----------------------------------- | ----------------------------------- |
| 2006                                | Werona                              | 12. Mistrzostwa Świata              | Miksty                              | Elisabeth Hugon                     | 135                                 |
| 2006                                | Werona                              | 12. Mistrzostwa Świata              | Open                                | Pierre-Yves Guillaumin              | 39                                  |
| 2002                                | Montreal                            | 11 Mistrzostwa Świata               | Miksty                              | Elisabeth Hugon                     | 2                                   |
| 2002                                | Montreal                            | 11. Mistrzostwa Świata              | Open                                | Patrick Allegrini                   | 155                                 |
| 1998                                | Lille                               | 10. Mistrzostwa Świata              | Open                                | Patrick Allegrini                   | 52                                  |
| 1998                                | Lille                               | 10. Mistrzostwa Świata              | Miksty                              | Michelle Isoard                     | 123                                 |

### Zawody europejskie
W europejskich zawodach zdobył następujące lokaty:
| Zawody europejskie. Konkurencja teamów | Zawody europejskie. Konkurencja teamów | Zawody europejskie. Konkurencja teamów | Zawody europejskie. Konkurencja teamów | Zawody europejskie. Konkurencja teamów | Zawody europejskie. Konkurencja teamów |
| Rok                                    | Miejsce                                | Zawody                                 | Kategoria                              | Drużyna                                | Pozycja                                |
| -------------------------------------- | -------------------------------------- | -------------------------------------- | -------------------------------------- | -------------------------------------- | -------------------------------------- |
| 2004                                   | Barcelona                              | 3. Puchar Europy                       | Open                                   | SG - France                            | 6                                      |
| 2004                                   | Malmö                                  | 47. Mistrzostwa Europy Teamów          | Open                                   | France                                 | 9                                      |
| 2003                                   | Mentona                                | 1. Otwarte Mistrzostwa Europy          | Open                                   | Tropico                                | 69                                     |
| 2001                                   | Teneryfa                               | 45. Mistrzostwa Europy Teamów          | Open                                   | France                                 | 7                                      |
| 1990                                   | Bordeaux                               | 1 Mistrzostwa Europy Mikstów           | Miksty                                 | Zuccarelli                             | 89                                     |

| Zawody europejskie. Konkurencja par | Zawody europejskie. Konkurencja par | Zawody europejskie. Konkurencja par | Zawody europejskie. Konkurencja par | Zawody europejskie. Konkurencja par | Zawody europejskie. Konkurencja par |
| Rok                                 | Miejsce                             | Zawody                              | Kategoria                           | Partner                             | Pozycja                             |
| ----------------------------------- | ----------------------------------- | ----------------------------------- | ----------------------------------- | ----------------------------------- | ----------------------------------- |
| 2009                                | San Remo                            | 4. Otwarte Mistrzostwa Europy       | Open                                | Pierre-Yves Guillaumin              | 36                                  |
| 2003                                | Mentona                             | 1. Otwarte Mistrzostwa Europy       | Open                                | Franck Multon                       | 22                                  |
| 2003                                | Mentona                             | 1. Otwarte Mistrzostwa Europy       | Mikst                               | Elisabeth Hugon                     | 4                                   |
| 2000                                | Bellaria                            | 6. Mistrzostwa Europy Mikstów       | Mikst                               | Elisabeth Hugon                     | 60                                  |
| 1999                                | Warszawa                            | 10. Mistrzostwa Europy Par          | Open                                | Patrick Allegrini                   | 6                                   |
| 1993                                | Bielefeld                           | 7. Mistrzostwa Europy Par           | Open                                | Franck Multon                       | 38                                  |
| 1991                                | Montecatini                         | 6. Mistrzostwa Europy Par           | Open                                | Emmanuel Ellia                      | 102                                 |
| 1990                                | Bordeaux                            | 1 Mistrzostwa Europy Mikstów        | Mikst                               | F. Palau                            | 11                                  |

## Klasyfikacja
- Jean-Jacques Palau – klasyfikacja WBF (ang.)
- Jean-Jacques Palau – klasyfikacja EBL (ang.)